# ロテール (西フランク王)

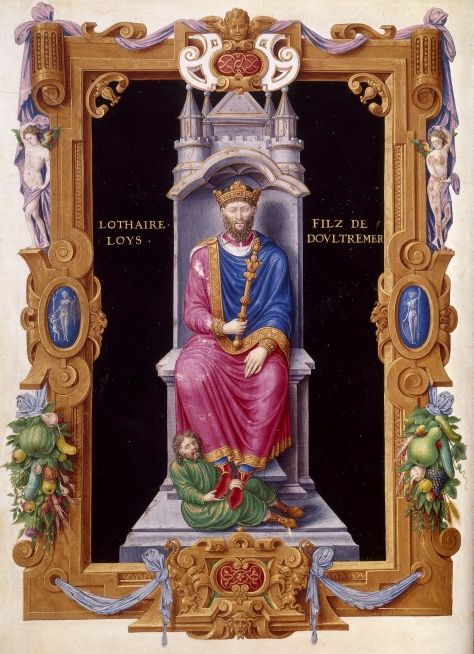
ロテール

ロテール（フランス語：Lothaire, 941年 - 986年3月2日）は、西フランク王国（カロリング朝）の国王（在位：954年 - 986年）。ルイ4世とドイツ王ハインリヒ1世（捕鳥王）の娘ゲルベルガの息子。

## 生涯
954年に父王の死去をうけ即位した。はじめ、パリ伯ユーグ（956年没）とケルン大司教ブルーノ1世（ロテールの叔父、965年没）の後見の下にあった。
ロテールの治世の初期は、ノルマンディー公をはじめとする家臣との戦いで占められた。また、ロレーヌのオットー2世からの奪還も計画した。977年、オットー2世はロテールと仲の悪かった弟シャルルに下ロレーヌ公位を与えたが、これに反発したロテールは、978年の春、エクス＝ラ＝シャペル（ドイツ名アーヘン）で奇襲攻撃を行なってオットー2世を捕らえる直前まで持ち込んだ。これに対してオットー2世は同年秋、フランスへ復讐戦をしかけた。オットー2世の兵はパリ近郊まで侵攻したが領土を奪うことはできず、損害を出して撤退した。結局、980年5月にマルギュ＝シュル＝シエール（Margut-sur-Chiers）で両者の間に講和条約が結ばれ、ロテールはロレーヌを放棄した。
980年頃からロテールとユーグの息子ユーグ・カペーは対立するようになった。一方でオットー2世の急死に伴い、ランス大司教アダルベロンのとりなしによって後継のオットー3世と和解した。
986年3月2日、ロテールは死去した。王位はイタリア王ロターリオ2世の娘エマとの間の息子ルイがルイ5世として継承した。
ロテールは、実弟下ロレーヌ公シャルルの宮殿長ロベール伯の姉妹とされる愛人との間に、アルヌール、リシャールという2人の非嫡出子をもうけた。
庶子アルヌール（アルヌルフ）は988年にユーグ・カペーの推薦でアダルベロンの後継としてランス大司教となった。